# نوكيا لوميا 810
نوكيا لوميا 810 (بالإنجليزية: Nokia Lumia 810)‏ هو هاتف ذكي من نوكيا ضمن سلسلة لوميا يعمل بنظام ويندوز فون، تم طرحه في الأسواق في 2012.

## الخصائص
- نظام التشغيل: ويندوز فون
- الكاميرا الأمامية: 1.3 ميجابكسل
- الكاميرا الخلفية: 8 ميجابكسل
- الشاشة: شاشة لمس 800 × 480
- الوزن: 145 غ (5.1 أونصة)
- المعالج: 1.5 جيجا هرتز ثنائي النواة
- الذاكرة: 1 جيجابايت
- التخزين: 8 جيجابايت